# Римова, Бикен
Бике́н Ри́мова (1 января 1923 — 6 января 2000) — советская и казахская актриса театра и кино. Народная артистка Казахской ССР (1966), Заслуженный деятель культуры Кыргызской Республики (1995).

## Биография
Родилась 1 января 1923 года в поселке Красный Восток.
Окончила Алма-Атинское театральное училище (1943).
В 1942 году, учась на третьем курсе, преподаватель по актёрскому мастерству А. Токпанов дал ей роль Енлик в пьесе «Енлик-Кебек». За первые удачные выступления Б. Римова была принята в 1943 году Казахский театр драмы имени Ауэзова, где работала всю жизнь.
На сцене этого театра сыграла более 170-ти ролей по пьесам казахских и зарубежных драматургов. Наиболее значительные роли: Енлик, Маржан (М.Ауэзов «Енлік-Кебек», «Каракөз»), Жер-ана (Ч. Айтматов «Ана-Жер-ана» — первая театральная постановка произведения была именно в этом театре), Жанат (Г. Мустафин «Миллионер»), Элиза (Мольер «Скупой»), Пошлепкина (Н. Гоголь «Ревизор») и многие другие.
Автор статей о казахском театре, и двух книг — Енлік гүлім (Эдeльвейс — цветок верности) (1973) на казахском языкe, Өнeрдегi өнeгелi өмірлер (Жизни в искусствe) (1996) также на казахском языкe.

## Роли на сцене
- 1942 — «Енлік-Кебек» М. Ауэзова — Еңлік
- 1948 — «Терең тамырлар» Д. Юссо — Алиса
- 1950 — «Миллионер» Мустафин, Габиден — Жанар
- 1952 — «Гүлден дала» А. Тажибаева — Анар
- 1952 — «Скупой» Ж. Мольера — эпизод
- 1953 — «Абай» М. Ауэзова — Салтанат
- 1955 — «Күңшілдік» А. Абишев — Дамеш
- 1956 — «Таланттар мен табынушылар» — А. Островского — Смельская
- 1957 — «Майра» А. Тажибаева — Майра
- 1958 — «Енлік-Кебек» М. Ауэзова — Еңлік
- 1962 — «Абай» М. Ауэзова — Зейнеп
- 1963 — «Қарагоз» М. Ауэзова — Ақбала
- 1964 — «Материнское поле» («Ана-жер-ана») Ш. Айтматова — Жер ана
- 1964 — «Жаяу Мұса» З. Акышев — Анке
- 1967 — «Шығыстағы бір бейбақ» А.Кору — Цуцуми
- 1967 — «Сакен Сейфуллин» С. Муканова — Жамал
- 1968 — «Звезда Вьетнама» И. Куприянова — Бритт
- 1968 — «Дон Жуан или Любовь к геометрии» Фриш, Макс — Эльвира
- 1971 — «Қозы Көрпеш — Баян сұлу» М. Ауэзова — Кунекей
- 1972 — «Башмагым» Ж. Файзи — Жихан
- 1972 — «Кобланды» М. Ауэзова — Юнный Коклан
- 1974 — «Алдаркосе» Ш. Хусаинова — Менсулу
- 1977 — «Келіндер көтерілісі» Хусанходжаев, Саид Ахмад
- 1979 — «Теке-тірес» Бокеев, Оралхан — Мылқау кемпір
- 1980 — «Кезеңі өткен комедия» А. Арбузов
- 1985 — «Жұлдызым менің жоғары» С. Сматаев, Ч. Зулхашев — Кемпір
- 1987 — «Арманымның ақ құсы» Табукашвили, Реваз Шалвович — Эленэ
- 1987 — «Желіккен жеңгелер» Е.Домбаев — Даметкен
- 1990 — «Медея» Еврипид — Кормилица
- 1993 — «Соқырлар» Метерлинк, Морис — 3 ші Соқыр
- 1995 — «Каракоз» М. Ауэзова — Моржан
- 1996 — «Кебенек киген арулар» А. Тасымбеков — Кунжамал
- 1996 — «Мәңгілік бала бейне» Муканова, Роза Кажыгалимовна — Кемпір
- 1998 — «Абылай хан» Кекилбаев, Абиш Кекилбаевич — Ботагой
- 1999 — «Естайдың Қорланы» Оразбаев, Иранбек Абитаевич — Қорлан и др.

## Фильмография
- 1943 — «Сүйкімді сержант»
- 1954 — «Дочь степей» — Гули
- 1955 — «Девушка-джигит» — Баршагуль
- 1963 — «Меня зовут Кожа» — Миллат, мама Кожи
- 1963 — «Сказка о матери» — колхозница
- 1964 — «Суруя»
- 1964 — «Жизнь прошла ночью» — казашка
- 1967 — «Звучи, там-там!» — мать Мурина
- 1968 — «Ангел в тюбетейке» — комендант общежития
- 1970 — «В те дни» — Кульсара
- 1971 — «Необычный день» — жена Жанбека
- 1973 — «Там, где горы белые» — Асима
- 1975 — «Притча о любви» — Сара апа
- 1977 — «Возвращение сына» — Рабига
- 1977 — «Месяц на размышление» — Гульнара Болатовна
- 1979 — «Чемпион» — бабушка
- 1982 — «Дыня» — пассажирка с ягненком
- 1982 — «Солёная река детства»
- 1982 — «Я — ваш родственник»
- 1983 — «Долгий млечный путь» — эпизод
- 1983 — «Дом под луной» — Шрай
- 1987 — «Кто ты, всадник?» — эпизод
- 1988 — «Волчонок среди людей» — Алтын-апа
- 1996—1999 — телесериал «Перекрёсток» — Гульбиби-апа

## Награды и премии
- Орден Парасат (22 октября 1998)[2]
- Юбилейная медаль «Манас-1000» (25 октября 1995, Кыргызстан) — за большой вклад в укрепление дружбы и сотрудничества между кыргызским и казахским народами, пропаганду идей эпоса «Манас»[3]
- Заслуженный деятель культуры Кыргызской Республики (27 июля 1995) — за большой вклад в развитие и обогащение национальных культур, укрепление дружбы и сотрудничества между кыргызами и казахами'[4]
- Народная артистка Казахской ССР (1966)
- Государственная премия Казахской ССР (1966)
- Орден «Знак Почёта» (3 января 1959) — за выдающиеся заслуги в развитии казахского искусства и литературы и в связи с декадой казахского искусства и литературы в г. Москве[5]

## Память
- В августе 2000 года Талдыкорганскому казахскому драматическому театру было присвоено имя Б. Римовой.
- В казахстанском телесериале «Саранча» (2001—2003) была почтена память актрисы: в одной из сюжетных линий персонаж-вдовец ведёт диалоги с портретом своей покойной жены по имени Бикен. В портрете использовано фото актрисы в молодости[6].
- На доме, где жила Б. Римова (Алма-Ата, ул. Карасай батыра, 62), установлена мемориальная доска.